# Cantone di Saint-Germain-en-Laye-Nord
Il Cantone di Saint-Germain-en-Laye-Nord era una divisione amministrativa dell'Arrondissement di Saint-Germain-en-Laye.
È stato soppresso a seguito della riforma complessiva dei cantoni del 2014, che è entrata in vigore con le elezioni dipartimentali del 2015.
Comprendeva parte del comune di Saint-Germain-en-Laye e il comune di Achères.